# 坂井市立丸岡南中学校
坂井市立丸岡南中学校（さかいしりつ まるおかみなみちゅうがっこう）は、福井県坂井市丸岡町にある公立の中学校。

## 概要
丸岡中学校の生徒数が1,000人を越える水準で推移し、校舎が狭隘となったために丸岡町が新設した中学校。開校直前に丸岡町が近隣の町と合併し坂井市となったため、坂井市立の中学校となった。建設財源のうち1億円は、住民参加型市場公募地方債「まるおか町民債」の発行により調達された。開校時に校区内の新2年生と新3年生が丸岡中学校より移っている。スクールカラーは緑と赤。
本校は、福井県内初となる「教科センター方式」を導入した校舎である。

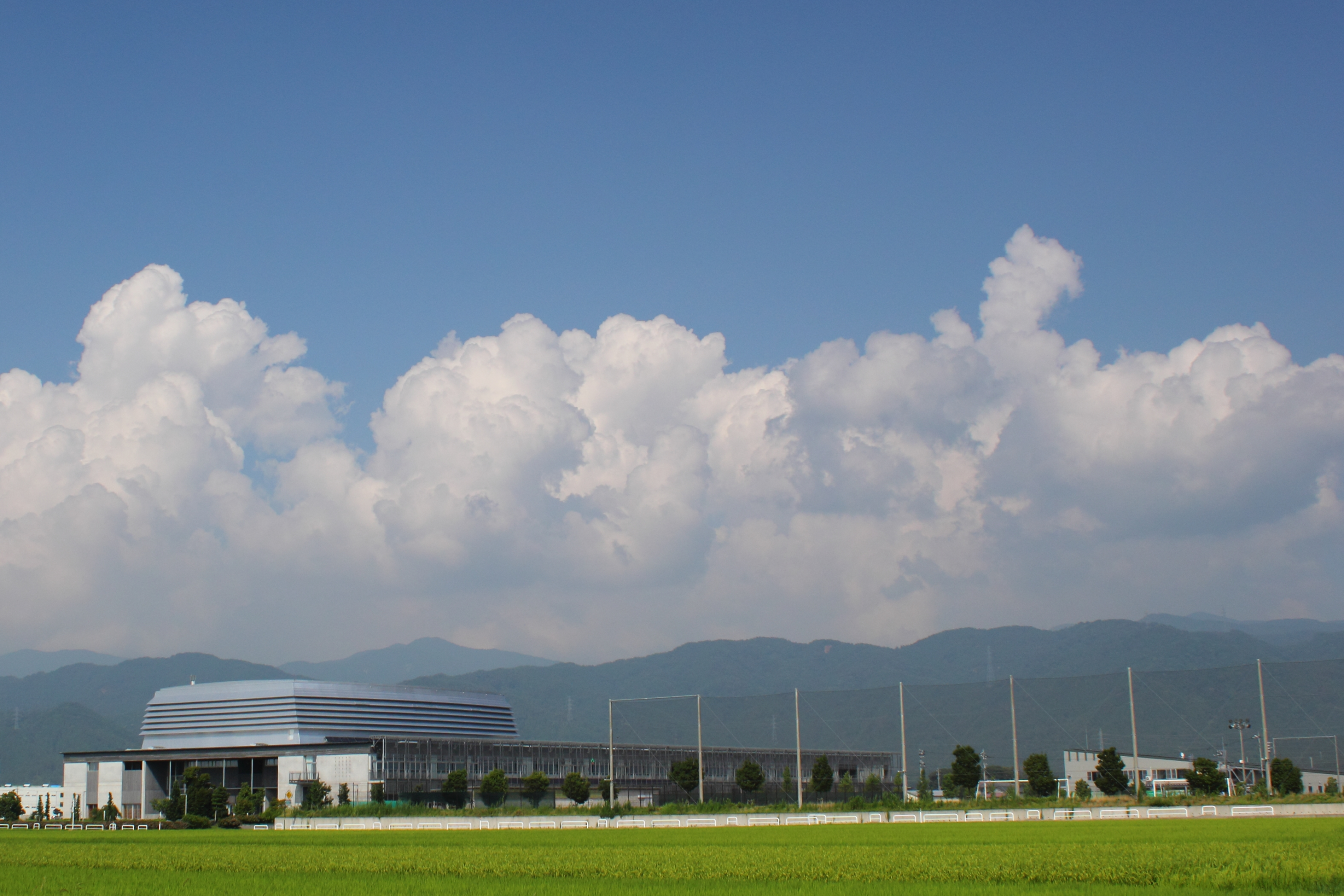
丸岡南中学校 遠望

## 沿革
- 2006年（平成18年）
  - 4月 - 坂井市立丸岡南中学校が開校。
  - 8月 - 女子バスケットボール部が北信越大会に出場する。
  - 10月 - 女子バスケットボール部が福井県中体連秋季新人大会で優勝する。
  - 12月 - 福井県優良施設賞を受賞する。
- 2007年（平成19年）
  - 2月 - 校歌（作詞：川上明日夫、作曲：笠松泰洋）発表会を開催する。
  - 3月 - 第1回卒業証書授与式（卒業生114名）を挙行する。
  - 6月 - 優秀照明施設北陸支部長賞を受賞する。
  - 7月 - 女子バスケットボール部が福井県中体連夏季総合競技大会で優勝し、北信越大会に出場する。
  - 8月 - 公立学校優良施設奨励賞を受賞する。
  - 11月 - 第1回自主研究発表会（参加者：全国より150名）を開催する。
- 2008年（平成20年）
  - 3月 - 日本建築学会2008年作品奨励賞を受賞する。
  - 7月 - 柔道部個人（男55kg、女48kg）で福井県中体連夏季総合競技大会で優勝。北信越大会、全国中学校体育大会に出場する。陸上競技（男400m）で福井県中体連夏季総合競技大会で優勝し、北信越大会に出場する。
  - 8月 - 男子バスケットボール部が福井県中体連夏季総合競技大会で優勝し、北信越大会に出場する。
  - 11月 - 第2回自主研究発表会（参加者：全国より95名）を開催する。
- 2009年（平成21年）
  - 5月 - 文部科学大臣より読書活動優秀実践校表彰を受ける。
  - 7月 - 柔道部個人（男81kg、女44kg）で福井県中体連夏季総合競技大会で優勝し、北信越大会、全国中学校体育大会に出場する。
  - 8月 - 陸上競技（男棒高跳び）で福井県中体連夏季総合競技大会で入賞し、北信越大会に出場する。
  - 11月 - 第3回自主研究発表会（参加者：全国より98名）を開催する。

## 委員会

### 生徒
- 代議員会
- 図書委員会
- 美化委員会
- 交通委員会
- 保健委員会
- 体育委員会
- 文化委員会
- 給食委員会
- 共々委員会

### PTA
- 総務委員会
- 学級委員会
- 育成委員会
- 地域環境委員会
- 広報委員会

## 部活動

### 運動部
- 陸上部
- 野球部
- サッカー部
- 男子ソフトテニス部
- 女子ソフトテニス部(廃部)
- 女子バレーボール部
- 男子バスケットボール部
- 女子バスケットボール部
- 卓球部
- 柔道部
- 剣道部
- バドミントン部

### 文化部
- 吹奏楽部
- 情報部 2019年度を以て廃部
- 茶道部
- 美術部

## 交通アクセス
- 京福バス
  - 36 丸岡線（県立病院・福井新聞社前経由）「下安田」下車。